# 女忍者

“く”、“ノ”、“一”分别为“女”字的三画

女忍者的日文（Kunoichi）為忍者的暗語意指女性。使用女色来执行任务則被稱為（女忍之术）。不過在小說和漫畫中則成為了女性忍者的統稱。在文化上亦較為普及。

## 歷史中的存在
女忍者主要是在一面倒的戰況之下，作為協助改變戰況的特務。多數被偽裝成女僕或妾侍獻給目標人物，以刺探機密情報甚至執行暗殺。因此，事实上很少会像男忍者一樣以全身深藍色或深紫色装束执行任务。
但為了防止女忍者真心爱上目标人物或作出背叛行為，常有負責聯絡及監視的忍者共同行動。負責聯絡及監視的忍者在感到有任何叛變的可能時，就馬上殺死女忍者，若殺爱上目标人物或背叛行為的女忍，就得花不少時間與金錢重新培養新女忍，對於忍者組織來說是非常沒效率的事，所以不會派女忍者執行親近目標人物並刺探的跟監任務。
例子有德川家康向政敵石田三成送出的初芽局。

## 文化認知
在大眾文化中，女忍者必會穿上黑色連身絲襪。這種印象的源頭來自忍者或西方騎士戰鬥所穿著的鎖帷子或鎖子甲。後來日本電影或電視劇中，女演員通常會穿上絲襪保護身體及保暖，結果女忍者的鎖帷子與絲襪結合為一，成為女忍者角色的指定衣著。1990年代改編小說大師山田風太郎的《くノ一忍法帖》電影，女忍者角色簡化著物與黑色絲襪的打扮成為了日後銀幕上女忍者的原型。

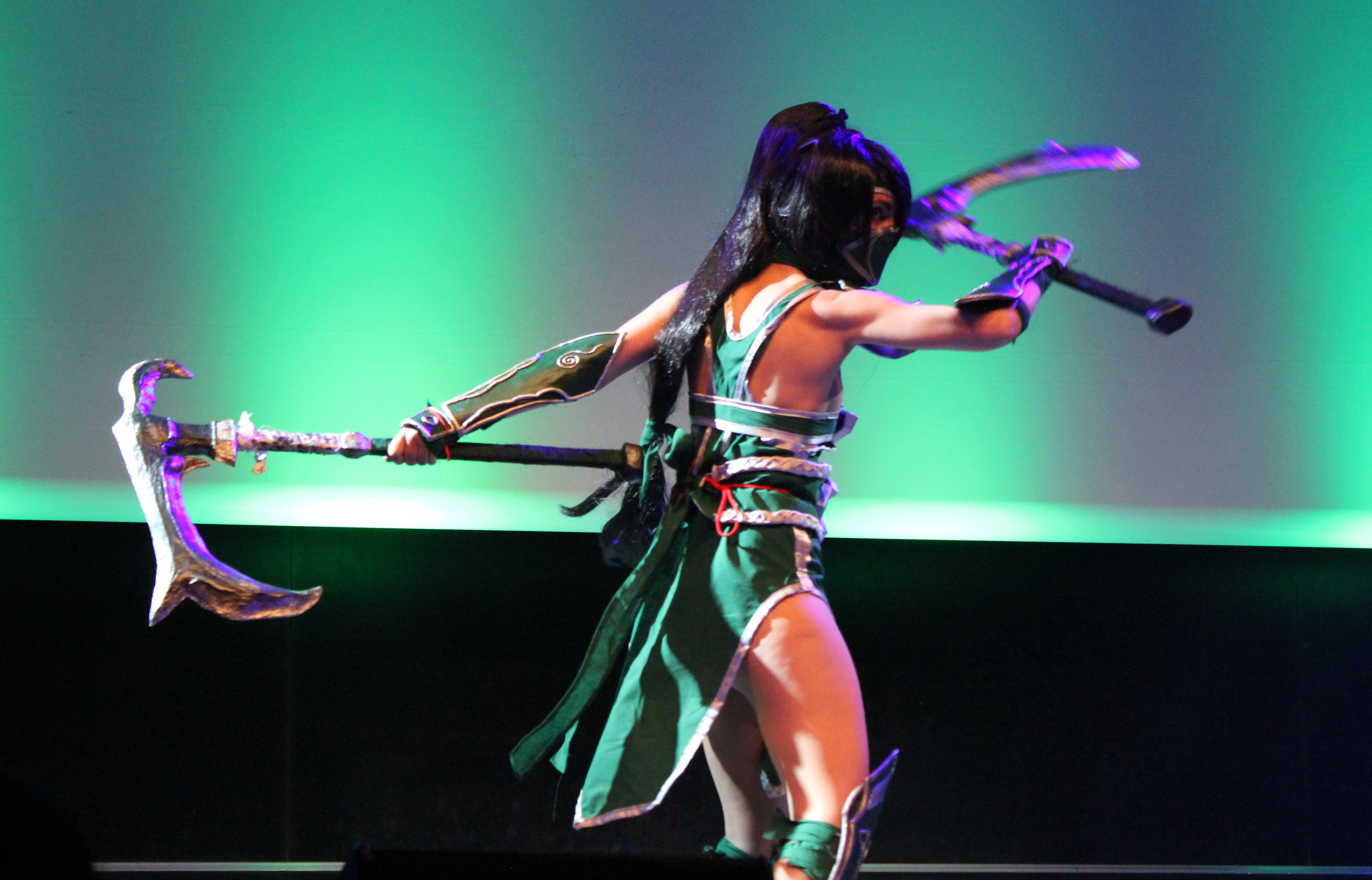
女忍的現代形象，多數來自影劇作品刻板印象

## 語源
現在日本一般接受寫成，是把「女」字拆字為三劃後變成同寫成的日文字和和；留意第一字為平假名，第二字為片假名，第三字為漢字。

### 語源的其他假說
1. 正寫其實為（九之一）。人體有眼（2）、鼻（2）、口、耳（2）、肚臍、肛門等九個穴口。女性則多了陰道一個、因此被稱為九之一。不過此說法亦受到極多的攻擊，提出的反論為人體穴口還有尿道，肚臍並非一穴等等。[1]
2. 為女字分解是現在的俗稱，以往並無此稱呼。[1]
3. 亦有一說本身其實出自忍者小說家山田風太郎之手，並無此暗號存在。

## 歷史上的女忍者
史實上的名女忍者有侍奉武田信玄的歩き巫女。是在各地巡回演舞，不時獻身與男性的流浪遊女（妓女）。戰國時代因為大量的孤兒，被捨棄的小孩，失踪兒童等大量出現。在中間選擇出來身心都優秀的美少女就成為了，秘密地放置在各地成為女忍者。信玄把養成女忍者的使命交給信州北佐久郡望月城主年輕的未亡人望月千代女。實際上千代女是甲賀流忍術的有名家族、望月家的後代、而信玄的姪兒是入贅到望月家的。信玄給予她「甲斐信濃二國巫女頭領」的職位、於信州小県郡祢津村的古御館開設「甲斐信濃巫女道」的修練道場、有超過200～300人的少女們在那裏學習咒術、祈祷以及忍術、護身術、以及當對手為男性時，能引誘對手的性交技術。並無國境限制、全國任何地方都能自由來去、關東至畿内來回唱歌和跳舞亦不時賣春來收集各式各樣的情報然後由聯絡人（ツナギ）向信玄逐一報告。另一方面、信玄為怕家臣謀反、所以他家禁止僧侶、巫女借宿。